# 4162 SAF
4162 SAF (1940 WA) là một tiểu hành tinh vành đai chính được phát hiện ngày 24 tháng 11 năm 1940 bởi André Patry ở Nice.